# Pullet Surprise
Pullet Surprise è un film del 1997 diretto da Darrell Van Citters. È un cortometraggio d'animazione della serie Looney Tunes, uscito negli Stati Uniti il 26 marzo 1997 abbinato al film Cats Don't Dance.

## Trama
Pete Puma sta cercando di razziare il pollaio a cui fa la guardia Foghorn Leghorn; Foghorn decide di divertirsi un po' con Pete, dicendogli che quello che vuole veramente è un pollo da corsa venezuelano che purtroppo è ritornato di corsa in Venezuela. In un attimo, Pete corre lì e torna indietro. Successivamente, ha tanta voglia di pollo lottatore irlandese, che si rivela essere una corda legata alla coda di un toro. Quando Pete se ne va con una gallina, insieme al nido, Foghorn afferra il pollo, poi dice a Pete che ha trovato il raro pollo magico mongolo, e l'unico modo per farlo riapparire è ballare il tip tap; Pete danza finché non crea un buco, e Foghorn gli getta sulla testa un'incudine. Il gallo ne va, ridacchiando della sua bravura, quando un vero pollo lottatore irlandese lo atterra. Al che Foghorn mormora: "Sono contento di non avergli mostrato il pollo esplosivo norvegese".

## Distribuzione

### Edizioni home video
Il corto fu inserito, in inglese sottotitolato, nell'edizione DVD-Video del film Looney, Looney, Looney Bugs Bunny Movie, uscita in America del Nord il 28 aprile 2009 e in Italia il 9 settembre. Fu inoltre inserito nel DVD Looney Tunes Parodies Collection, uscito in America del Nord il 4 febbraio 2020.